# Vocal casi cerrada semianterior redondeada
La vocal casi cerrada semianterior redondeada (escucharⓘ) es un tipo de sonido vocálico usado en algunas lenguas orales. El símbolo en el Alfabeto Fonético Internacional que representa este sonido es ʏ, y su equivalente X-SAMPA es Y.
En la mayoría de las lenguas esta vocal es endolabial (comprimida). Sin embargo en algunos casos es exolabial (con los labios protuberando, pero con las superficies internas expuestas). Este es el caso del sueco, que contrasta los dos tipos de redondeamiento.

## Endolabial (comprimidos)

### Rasgos
- Su abertura casi cerrada, lo que significa que la lengua se sitúa como en una vocal cerrada, pero ligeramente menos obstruida.
- Su localización vocálica es semianterior, lo que significa que la lengua se sitúa como en una vocal anterior, pero ligeramente más hacia atrás.
- Su redondeamiento es endolabial, lo que significa que los labios están redondeados, pero comprimidos, de forma que las superficies internas no están expuestas.

### Ejemplos
| Lengua     | Lengua                              | Término        | AFI            | Significado | Notas                                                                      |
| ---------- | ----------------------------------- | -------------- | -------------- | ----------- | -------------------------------------------------------------------------- |
| Neerlandés | Neerlandés                          | h'u't          | [hʏ̞t]          | 'cabaña'    | Más abierta. Ver Fonología del neerlandés.                                 |
| Inglés     | Algunas variedades de inglés sureño | b'oo'k         | [bʏk]          | 'libro'     | Corresponde a /ʊ/ en otros dialectos del inglés. Ver Fonología del inglés. |
| Feroés     | Feroés                              | kr'ú'ss        | [kɹʏsː]        | 'taza'      |                                                                            |
| Francés    | Quebec                              | m'u'nicipalité | [mʏnɪsɪpalɪte] | 'municipio  |                                                                            |
| Alemán     | Alemán                              | sch'ü'tzen     | [ˈʃʏtsˑn]      | 'proteger'  |                                                                            |
| Islandés   | Islandés                            | vin'u'r        | [vɪnʏr]        | 'amigo'     |                                                                            |
| Limburgés  | Dialecto de Maastricht              | 'u'n           | [ʏn]           | 'unión'     |                                                                            |
| Sueco      | Sueco                               | ut             | [ʏβ̞t]ⓘ         | 'fuera'     | Puede ser una vocal central en otros dialectos.                            |

## Exolabial (extendidos)
La mayoría de las lenguas con vocales anteriores y posteriores redondeadas usan tipos de labialización distintos, vocales posteriores exolabiales y vocales anteriores endolabiales. Sin embargo, algunas lenguas, como las escandinavas, cuentan con vocales anteriroes con la forma de redondeamiento exolabial típico de las vocales posteriores. Una de estas lenguas, el sueco, incluso diferencia los dos tipos de redondeamiento en las vocales anteriores.
Dado que no existen diacríticos en el AFI para distinguir entre redondeamiento endolabial y exolabial, se puede usar un antiguo diacrítico para la labialización, [  ̫], como símbolo ad hoc para las exolabiales.

### Rasgos
- Su abertura casi cerrada, lo que significa que la lengua se sitúa como en una vocal cerrada, pero ligeramente menos obstruida.
- Su localización es semianterior, lo que significa que la lengua se sitúa como en una vocal anterior, pero ligeramente más hacia atrás.
- Su redondeamiento es exolabial, lo que significa que los labios están abocinados, protuberando, con las superficies internas expuestas.

### Ejemplos
| Lengua  | Lengua  | Término | AFI      | Significado | Notas |
| ------- | ------- | ------- | -------- | ----------- | ----- |
| Noruego | Noruego | n'y'tt  | [nʏ̫t]    | 'nuevo'     |       |
| Sueco   | Sueco   | 'y'lle  | [ˈʏ̫lːɛ]ⓘ | 'lana'      |       |